# Torneo Interligas de Básquet
El Torneo InterLigas es un torneo de básquetbol disputado en Argentina y Brasil, con equipos de ambos países. Se creó en 2010 y se realizó durante el período en el que las ligas de estos dos países habían finalizado su fase regular. Durante 2013 y 2019 estuvo discontinuado por problemas de calendario. En 2019 se reanudó el torneo con la cuarta edición. Fue descontinuado entre 2020-2022 y se reanudó en 2023

## Formato
El torneo reunía a los cuatro equipos mejor clasificados en cada una de las respectivas ligas de básquetbol de cada país, la Liga Nacional de Básquet y el Novo Basquete Brasil. Los equipos se dividían en dos cuadrangulares, uno se realizaba en Argentina y otro en Brasil. El primero y segundo clasificados de la Liga Brasilera recibían al tercer y cuarto ubicados de la Liga Argentina, mientras que los dos primeros argentinos enfrentaban al tercero y cuarto de Brasil en un cuadrangular que se realizará en Argentina. La modalidad para el cuadrangular era de "todos contra todos", cada equipo jugaba contra los otros tres participantes del cuadrangular.
Los ganadores de los dos cuadrangulares accedían luego a un partido final entre ellos. La Final se disputaba el 14 de abril en Argentina, a excepción de que los dos finalistas sean brasileños, por lo que ese partido decisivo se jugará en su país.

## Historia
El día viernes 12 de marzo de 2010 los presidentes de la "Asociación de Clubes de Basquetbol" de la Argentina y de la Liga Nacional de Basquetebol de Brasil se reunieron en São Paulo para formalizar la creación del torneo.
De la reunión participaron por la AdC el presidente Eduardo Bazzi, el vicepresidente primero Leonardo Minervini y el tesorero, Antonio García. Los brasileros estuvieron representados por Kouros Monadjemi, su presidente, y los miembros de la junta directiva, Fernando Rossi, Jorge Bastos y Arnaldo Szpiro, el jefe ejecutivo Sergio Domenici y coordinador técnico Claudio Mortari Junior.

Esperamos con mucho interés el inicio de este trabajo mancomunado con los clubes de Brasil. Es importante que nos unamos estas las dos ligas, ya que representan el mejor nivel técnico de Latinoamérica. Este torneo ayudará a mejorar a todas las instituciones, clubes, entrenadores, jugadores y funcionarios de ambos países, ya que será un torneo muy exigente y de gran calidad.
Eduardo Bazzi, presidente de la Asociación de Clubes, Argentina.

Muy contento con la llegada de ustedes (por los dirigentes argentinos), porque demuestra que vamos por buen camino. Estoy seguro de que el crecimiento del baloncesto sudamericano está pasando por aquí, en esta reunión. Este es el momento para unir a estas dos potencias de Sudamérica
Kouros Monadjemi, presidente de la Liga Nacional de Basquete, Brasil.

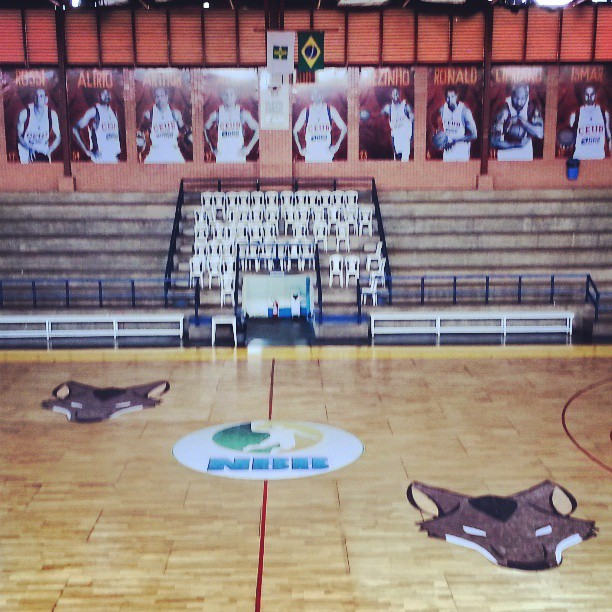
Ginásio ASCEB, sede del partido inaugural.

La primera edición comenzó en Brasil, cuando en el Ginásio ASCEB de Brasilia, se agruparon Sionista, Libertad de Sunchales, Brasília y Flamengo. La competencia comenzó con "el pie izquierdo", ya que unas fuertes lluvias llevaron a la organización a tener que cambiar el modo de disputa.
El segundo grupo de esa edición se disputó en Mar del Plata, donde Peñarol eliminó a Atenas, Pitágoras Tenis y al Franca BC. Más tarde, el elenco marplatense, jugando como local, venció al Brasília y logró su primer título en el certamen.

## Ediciones
| Edición   | Sede final    | Campeón          | Subcampeón                | MVP de la final        |
| --------- | ------------- | ---------------- | ------------------------- | ---------------------- |
| 2010      | Mar del Plata | Peñarol          | Brasília                  | Leonardo Gutiérrez     |
| 2011      | San Pablo     | Obras Sanitarias | Pinheiros                 | William McFarlan       |
| 2012      | Mar del Plata | Peñarol          | Pinheiros                 | Leonardo Gutiérrez     |
| 2013-2018 | No se disputó | No se disputó    | No se disputó             | No se disputó          |
| 2019      | Bauru         | Bauru            | Comunicaciones (Mercedes) | Nick Wiggins           |
| 2020-2022 | No se disputó | No se disputó    | No se disputó             | No se disputó          |
| 2023      | La Banda      | Olímpico         | Caxias do Sul             | Juan Pablo Arengo      |
| 2024      | Corrientes    | Regatas (C)      | San Martin (C)            | Fabian Ramirez Barrios |

### Participaciones
| Liga Nacional de Básquet Peñarol (2010, 2011, 2012) Libertad (2010, 2011, 2012) Atenas (2010, 2011) Obras Sanitarias (2011, 2012) Regatas Corrientes (2019, 2023) Sionista (2010) Lanús (2012) Boca Juniors (2019) Comunicaciones (Mercedes) (2019) La Unión (2019) Olímpico (2023) Platense (2023) Riachuelo (2023) | Novo Basquete Brasil Pinheiros (2011, 2012, 2023) Flamengo (2010, 2011) Franca (2010, 2011) Lobos Brasilia (2010, 2011) Bauru (2012, 2019) Pato Basquete (2019, 2023) Minas Tênis Clube (2010) Unitri/Uberlândia (2012) Paulistano (2012) Basquete Cearense (2019) Brasília Basquete (2019) Caxias do Sul (2023) Corinthians (2023) |

## Títulos por equipo
| Equipo                    | País      | Campeón | Años       | Subcampeón | Años       |
| ------------------------- | --------- | ------- | ---------- | ---------- | ---------- |
| Peñarol                   | Argentina | 2       | 2010, 2012 | 0          |            |
| Obras Sanitárias          | Argentina | 1       | 2011       | 0          |            |
| Bauru                     | Brasil    | 1       | 2019       | 0          |            |
| Olímpico                  | Argentina | 1       | 2023       | 0          |            |
| Regatas (C)               | Argentina | 1       | 2024       | 0          |            |
| Pinheiros                 | Brasil    | 0       |            | 2          | 2011, 2012 |
| Brasília                  | Brasil    | 0       |            | 1          | 2010       |
| Comunicaciones (Mercedes) | Argentina | 0       |            | 1          | 2019       |
| Caxias do Sul             | Brasil    | 0       |            | 1          | 2023       |
| San Martín (C)            | Argentina | 0       |            | 1          | 2024       |

### Títulos por países
| Equipo    | Campeón | Último | Subcampeón |
| --------- | ------- | ------ | ---------- |
| Argentina | 5       | 2024   | 2          |
| Brasil    | 1       | 2019   | 5          |